# يورغن شميت
يورغن شميت (بالألمانية: Jürgen Schmitt)‏ هو مغني وملحن ومصور ورسام ألماني، ولد في 5 نوفمبر 1949 في بون في ألمانيا.

## وصلات خارجية
- يورغن شميت على موقع ميوزك برينز (الإنجليزية)
- يورغن شميت على موقع أول ميوزيك (الإنجليزية)
- يورغن شميت على موقع ديسكوغز (الإنجليزية)